# Xiloxóchit
Xiloxóchit är en ort i Mexiko.   Den ligger i kommunen Jonotla och delstaten Puebla, i den sydöstra delen av landet, 190 km öster om huvudstaden Mexico City. Xiloxóchit ligger 179 meter över havet och antalet invånare är 228.
Terrängen runt Xiloxóchit är huvudsakligen kuperad, men norrut är den platt. Runt Xiloxóchit är det tätbefolkat, med 383 invånare per kvadratkilometer. Närmaste större samhälle är Ciudad de Cuetzalan, 10,8 km sydväst om Xiloxóchit. I omgivningarna runt Xiloxóchit växer huvudsakligen savannskog.